# Provinz Laghouat
Die Provinz Laghouat (arabisch ولاية الأغواط, DMG Wilāyat al-Aġwāṭ, tamazight ⴰⴳⴻⵣⴷⵓ ⵏ ⵍⴻⵖⵡⴰⵟ Agezdu n Leɣwaṭ) ist eine Provinz (wilaya) im mittleren Algerien.
Die Provinz liegt an der Nordgrenze der Sahara im Übergangsgebiet zwischen dem dicht besiedelten Norden und dem dünn bevölkerten Süden und hat eine Fläche von 26.941 km².
Rund 414.000 Menschen (Schätzung 2006) bewohnen die Provinz, die Bevölkerungsdichte beträgt somit 15 Einwohner pro Quadratkilometer.
Die Hauptstadt der Provinz ist Laghouat.